# 제27회 미국 감독 조합상
제27회 미국 감독 조합상은 1974년 뛰어난 활동을 보인 영화 감독을 기리기 위해 1975년 3월에 열린 시상식이다. 뉴욕, Hilton Hotel에서 개최되었다.

## 수상 및 후보

### 감독상(영화부문)
- 대부 2 - 프란시스 포드 코폴라 수상

### 감독상(다큐멘터리부문)
- Bill Foster 수상

### 명예상
- Lew Wasserman 수상